# Беттельгейм, Бруно
Бру́но Беттельге́йм, также Беттельхе́йм, Беттельха́йм (нем. Bruno Bettelheim, 28 августа 1903, Вена, Австрия — 13 марта 1990, Силвер-Спринг, Мэриленд, США) — американский психолог и психиатр австрийско-еврейского происхождения.

## Биография
Сын лесоторговца, учился коммерции, затем изучал историю литературы и искусства. Увлёкся психоанализом, тесно общался с Рихардом Штербой, учеником Фрейда.
В 1938—1939 годах как еврей был в течение 11 месяцев узником Дахау и Бухенвальда. Освобождён из концлагеря по амнистии, объявленной к дню рождения Гитлера. Осенью 1939 года переехал в США.
В октябре 1943 года в американском Журнале патологической и социальной психологии появилась ставшая тут же знаменитой статья Беттельгейма о повседневном существовании в нацистских лагерях — «Индивидуальное и массовое поведение в экстремальных ситуациях». В 1944—1973 годах — профессор психологии в Чикагском университете. В течение 30 лет возглавлял связанную с университетом Ортогеническую школу Сони Шенкман.
Последние годы жизни, овдовев, страдал от одиночества и депрессии. Покончил с собой. После его смерти в США возникла публичная дискуссия по некоторым спорным моментам его теории, а также деталям биографии и профессионального поведения.

## Научные интересы
Является основоположником ряда теорий, изучающих поведение людей в экстремальных условиях концлагеря; известен трудами по исследованию аутизма, мужского взросления и его ритуалов, психологической роли чтения вообще и волшебных сказок в частности в воспитании детей.
Согласно представления Беттельгейма, вина за возникновение детского аутизма лежит на родителях, прежде всего на матерях, ведущих себя холодно и отстраненно по отношению к детям (Теория «Мать-холодильник»). Большинство современных исследователей ставят этот взгляд под сомнение.

## Основные труды
- 1950: Love Is Not Enough: The Treatment of Emotionally Disturbed Children
- 1954: Symbolic Wounds; Puberty Rites and the Envious Male
- 1955: Truants From Life; The Rehabilitation of Emotionally Disturbed Children
- 1960: The Informed Heart: Autonomy in a Mass Age
- 1962: Dialogues with Mothers
- 1967: The Empty Fortress: Infantile Autism and the Birth of the Self
- 1969: The Children of the Dream
- 1974: A Home for the Heart
- 1976: «О пользе волшебства. Смысл и значение волшебных сказок» (англ. The Uses of Enchantment: The Meaning and Importance of Fairy Tales)
- 1979: Surviving and Other Essays
- 1982: On Learning to Read: The Child’s Fascination with Meaning (with Karen Zelan)
- 1982: Freud and Man’s Soul
- 1986: Surviving the Holocaust
- 1987: A Good Enough Parent: A Book on Child-Rearing
- 1990: Freud’s Vienna and Other Essays

## Издания на русском языке
- Беттельгейм Брюно. Любим ли я… Диалог с матерью. — СПб.: Ювента, 1998. — 288 с. — ISBN 5-84169-041-7.
- Беттельхейм Бруно. Пустая крепость. Детский аутизм и рождение «Я» / под ред. Асановой Н. Б., пер. с англ. Орлова Б. — 4-е изд. — Академический проект, 2019. — 484 с. — (Психологические технологии). — ISBN 978-5-8291-2000-9.
- Беттельхейм, Бруно. О пользе волшебства. Смысл и значение волшебных сказок / пер. с англ. Семёновой Е.. — Издательство В. Ю. Секачев, 2019. — 464 с. — ISBN 978-5-88230-367-8.

### Публикации на русском языке
- Просвещённое сердце. Архивировано 11 марта 2021 года. // Человек. — 1992. — № 2—6.
- Индивидуальное и массовое поведение в крайних ситуациях [1943] // Дружба народов. — 1992. — № 11/12. — С. 101—116.
- Беттельгейм Б. О психологической привлекательности тоталитаризма // Знание — сила. — 1997. — № 8. — С. 103—110.
  - Беттельгейм Б. О психологической привлекательности тоталитаризма. Архивировано 9 ноября 2021 года. // Образовательная политика. — 2015. — № 2 (68). — С. 111—116/

## Признание
Член Американской академии искусств и наук (1971).

## Роли в кино
Беттельгейм сыграл самого себя в фильме Вуди Аллена «Зелиг» (1983, в аналогичных ролях-камео здесь появились также Сьюзен Зонтаг и Сол Беллоу).